# Supercoppa italiana 2023 (hockey in-line)
La Supercoppa italiana 2023 è stata la 20ª edizione della omonima competizione italiana di hockey in-line disputata il 4 novembre 2023 al Quanta Sport Village di Milano.
Hanno partecipato il Milano in qualità di squadra finalista dei play-off scudetto e detentore della Coppa Italia e l'Asiago Vipers come migliore semifinalista della Coppa Italia.
Il Milano Quanta vinse la partita per 5-4, aggiudicandosi per la decima volta il trofeo.

## Partecipanti
| Squadre       | Qual. | Partecipazioni precedenti (il grassetto indica la vittoria)      |
| ------------- | ----- | ---------------------------------------------------------------- |
| Milano        |       | 2011, 2012, 2013, 2014, 2015, 2016, 2017, 2018, 2019, 2021, 2022 |
| Asiago Vipers |       | 2003, 2004, 2005, 2006, 2007, 2008, 2009, 2010, 2012             |

## Tabellino
| Milano 4 novembre 2023 | Milano | 5 – 4 referto | Asiago Vipers | Quanta Sport Village |